# شركة ندى
شركة ندى أو شركة العثمان للإنتاج والتصنيع الزراعي هي شركة خاصة سعودية تأسست عام 1982 م، تعمل في مجالات الزراعة، ومنتجات الألبان، وتوزيع المواد الغذائية، تشمل السعودية ودول الخليج العربي.

## النشأة
تأسست شركة العثمان للإنتاج والتصنيع الزراعي (ندى) في عام 1982 على يد الشيخ محمد بن عبد الله العثمان في المنطقة الشرقية من المملكة العربية السعودية. وتعد ندى واحدة من أبرز منتجي ومصنعي وموزعي الألبان الطازجة والعصير الطازج والحليب والعصير طويل الأجل في المملكة العربية السعودية والعالم العربي.

## المنتجات
تقدم الشركة عدة منتجات منها منتجات الألبان والعصائر ومعجون الطماطم.

## وصلات خارجية
- الموقع الرسمي لشركة ندى